# Marguerite Hasselmans
Marguerite Hasselmans (París, 29 de maig de 1876 - París, 13 de setembre de 1947) va ser una pianista francesa.
Era filla de l'arpista i compositor Alphonse i germana del violoncel·lista Louis Hasselmans. El 1898 es va casar amb André Tracol, que era violinista a l'orquestra del Conservatori de París. El 1900 va conèixer Gabriel Fauré, 31 anys més gran que ella, i a partir de llavors en va ser l'amant i companya constant fins a la seva mort. Es va instal·lar un luxós apartament a la Rue de Wagram, on també va impartir classes de piano, tenint entre els seus alumnes a Gwendolyn Koldofsky. El seu matrimoni amb Tracol es va desfer el mateix any.
Hasselmans era una pianista valuosa i també fou amiga de Paul Dukas i d'Isaac Albéniz, que li va dedicar el tercer llibre de la seva suite Iberia. En un concert amb la Societé des Concerts Hasselmans, sota la direcció del seu germà Louis, interpretà el 1902 el Concert per a piano de Mozart en mi bemoll menor amb una cadència que Fauré havia compost especialment per a ella. El 1919 va tocar a Montecarlo l'estrena mundial de la seva Fantaisie (op. 111).
Després de la mort de Fauré, Hasselmans l'honorà amb una sèrie de concerts de música de cambra. També va promoure la fundació de la Société fauréenne el 1938 pel seu fill Philippe Fauré-Fremiet i E. de Stoecklin. No es va arribar a realitzar un projecte per a un llibre sobre interpretació de la música de piano de Fauré amb Philippe Fauré-Fremiet.